# Hubert Bassot
Hubert Bassot (* 17. Mai 1932 in Paris; † 13. Dezember 1995 in Briouze, Département Orne) war ein französischer Politiker und Schriftsteller.

## Leben
Bassot gehörte der Union pour la démocratie française (UDF) an und fungierte zwischen 1978 und 1981 als Abgeordneter zur Nationalversammlung. Bereits im Jahr zuvor war er zum Bürgermeister von Tinchebray (Département Orne) gewählt worden. 

## Rezeption
Neben seiner Arbeit als Politiker machte sich Bassot auch einen Namen als Romancier und Essayist. 1964 fungierte er als Herausgeber für Maurice-Yvan Sicards Histoire de la collaboration.

## Ehrungen
- 1990 Prix Claude-Farrère für den Roman Le 13 octobre 2017[1]

## Werke (Auswahl)
Essays
- Du chef de l'état. Hachette, Paris 1978, ISBN 2-01-005767-8.
- Du nouveau à l'est? Niet. Téqui, Paris 1993, ISBN 2-7403-0131-6.

Romane
- Le 13 octobre 2017. France-Empire, Paris 1989, ISBN 2-7048-0626-8.
- Courage, perdons! Carrière, Paris 1993, ISBN 2-908652-58-7.